# آتنولول
آتنولول (به انگلیسی: Atenolol) دارویی از ردهٔ بتا بلاکرها است که برای کنترل هایپرتانسیون و زیادی فشار خون (برای کاهش فشار خون)، تاکیکاردی سینوسی و آنژین صدری (درمان اضطراب اجتماعی مرتبط با موقعیت‌های عملکردی) تجویز می‌شود.
اشکال دارویی: قرص، وضعیت دسترسی: کلاس ۲

## توصیه‌ها
1. جهت قطع داروی آتنولول حتماً با پزشک مشورت کنید.
2. می‌توان آن را با غذا یا بدون غذا مصرف کرد.
3. چک کردن نبض، به صورت روزانه، قبل از مصرف توصیه می‌شود.
4. اگر مبتلا به دیابت هستید قند خون خود را به‌دقت مورد تست قرار دهید.

## عوارض جانبی
خستگی، گیجی، کاهش فشار خون وضعیتی، تغییر در عملکرد جنسی (قابل برگشت) و یبوست از عوارض عمومی مصرف آتنولول است.
بروز درد و فشار در ناحیهٔ قفسهٔ سینه، تنگی نفسو کوتاهی نفس را به تیم درمانی خود اطلاع دهید. همچنین در صورت مشاهدهٔ علائم زیر، به پزشک مراجعه کنید:
- ورم دست و پا
- برطرف نشدن خستگی
- افزایش وزن غیرعادی
- یبوست مداوم[۱]

## مکانیسم اثر
بلاک اختصاصی گیرنده‌های بتا یک سمپاتیک که بیشتر در سلول‌های قلب دیده می‌شوند.